# Eqrem Telhaj
Eqrem Telhaj vagy Eqerem Telhaj (nevének ejtése ɛtɕɾɛm tɛlhaj; Vajza, 1912. augusztus 20. – Olaszország, 1999) albán katonatiszt, politikus, 1943 őszén csaknem két hónapon át Albánia közmunkaügyi és pénzügyminisztere volt.

## Életútja
A Shushica völgyvidékén fekvő Vajzában született. Középiskolái elvégzését követően 1927-ben továbbtanulási ösztöndíjért folyamodott a tiranai olasz követséghez, amit 1928-ban meg is kapott, és a következő hét évet egy olaszországi katonai akadémián töltötte. Hazatérését követően, 1931. augusztus 1-jén katonai szolgálatba lépett, és 1939-ig az Albán Királyi Határőrség hadnagyaként szolgált. Albánia 1939. áprilisi olasz megszállását követően Koszovóba távozott, ahol Prizren polgármestereként tevékenykedett. Olaszország 1943. szeptemberi kapitulációját követően lelkesen fogadta Albánia német megszállását, 1943. szeptember 14-én az Ibrahim Biçakçiu vezette kormány tagja lett mint közmunkaügyi és pénzügyminiszter, egyúttal képviselőként részt vett a nemzetgyűlés munkájában is. A kommunista hatalomátvétel elől 1944-ben külföldre szökött, Olaszországban telepedett le, ahol honfitársával, Sait Kryeziuval egy agrárpártot alapítottak. Szabadidejében szívesen foglalkozott Albánia és az albánok történelmével.